# Cmd.exe
cmd.exe — интерпретатор командной строки (англ. command line interpreter) для операционных систем OS/2, Windows CE и для семейства операционных систем, базирующихся на Windows NT (англ. Windows NT-based). cmd.exe является аналогом COMMAND.COM, который используется в семействах MS-DOS и Windows 9x. В операционных системах семейства Windows NT для архитектуры IA-32 и OS/2 имеется и COMMAND.COM для совместимости со старыми программами. В настройках интерпретатора присутствует возможность изменить размер курсора, шрифт, цвет текста и размер окна. Устанавливается по умолчанию в Windows 10.

## Версии
Therese Stowell разработала начальную версию cmd.exe для Windows NT. Хотя некоторые старые команды DOS не поддерживались или были изменены, cmd.exe всё ещё имеет большое количество унаследованных от DOS команд.
В отличие от command.com, cmd.exe в системах OS/2 и семействе Windows NT имеет более детальные сообщения, чем общее «Неверная команда или имя файла» (англ. «Bad command or file name») в случае неправильно введённых команд. Сообщения об ошибках cmd.exe выводит на том языке, который установлен в системе как текущий.
Разработка cmd.exe была фактически остановлена после выхода Windows 2000. Он всё ещё остаётся частью современных операционных систем Microsoft для персональных компьютеров (в том числе Windows Vista, Windows 7, Windows Server 2008, Windows 8, Windows Server 2012, Windows 10, Windows 11) для обеспечения обратной совместимости. В качестве основной командной оболочки в этих системах рассматривается Windows PowerShell.

## Примеры команд[2]
```
shutdown -r -f -t 30 -c — «мягкая» перезагрузка компьютера через 30 сек

xcopy "C:\folder1" "D:\folder2" /e — копирование содержимого из одной папки в другую

control userpasswords — вызов окна учетных записей пользователей

ping -t 8.8.8.8 — запуск утилиты ping в непрерывном режиме

ipconfig /all — просмотр полных сведений о сетевом интерфейсе

dir — Отображает содержимое текущего каталога

cd [имя папки] — Переход в каталог

time 14:30:00 — Установка системного времени

mkdir NewProject — Создание нового каталога
```